# 韓氏橙蝦蛄
韓氏橙蝦蛄（学名：Faughnia haani）为仿蝦蛄科橙蝦蛄屬下的一个种。